# MetroCampania NordEst
MetroCampania NordEst - MCNE est une société à responsabilité limitée, constituée en 2005 à Naples fruit de la fusion de plusieurs sociétés publiques de transport en commun : Ferrovia Alifana et Ferrovia Caudina Benevento-Naples (FABN), détenues par la Région Campanie à travers l'Ente Autonomo Volturno, holding public des transports en commun régionaux.

## Histoire
La société MetroCampania NordEst a été créée en 2005 afin de regrouper en une seule entité plusieurs sociétés publiques de transports en commun napolitaines. Ce sont les deux entreprises importantes du secteur, les Ferrovia Alifana et Ferrovia della Valle Caudina Benevento-Cancello et plusieurs autres petites structures qui, pour respecter les directives européennes sur la réorganisation du transport ferroviaire, devant être privatisé et séparé entre transport régional et local. Une précédente opération avait fusionné les deux sociétés en une seule entité Ferrovia Alifana e Benevento – Napoli S.r.l., ensuite dissoute.
C'est le 27 décembre 2012, à la suite de la délibération no 424/2011 du Conseil Régional de Campanie, la société a été intégrée dans le groupe public régional Ente Autonomo Volturno en même temps que les sociétés Circumvesuviana et SEPSA.

## Les lignes de la compagnie
L'entreprise gérait les lignes ferroviaires :
- Ferrovia Alifana, Naples-Santa Maria Capua Vetere - Piedimonte Matese,
- Ferrovia Caudina, Benevento-Cancello, aussi connue sous le nom de Ferrovia della Valle Caudina,

ainsi que la ligne de métro Naples-Giugliano-Aversa plus connue sous le nom de Ligne Arcobaleno.
Ces lignes ferroviaires et de métro font partie du Service ferroviaire métropolitain de Naples.
Les lignes ferroviaires disposent de la même gare terminus, la Gare de Naples-Centrale, et utilisent les voies Naples–Cancello et Naples–Santa Maria Capua Vetere du réseau national RFI.

## Ferrovia Alifana
La Ferrovia Alifana est une ligne ferroviaire régionale de la Région Campanie, historiquement divisée en deux sections, Alifana basse et Alifana haute.
Le nom Alifana vient du nom de la "plaine Alifana".
Les deux lignes appartiennent à la Région Campanie et sont gérées par la compagnie publique de transports napolitaine E.A.V..

### Histoire
Le premier projet de construction d'une voie ferrée entre Naples et les communes du Matese remonte au milieu du 18e siècle. À partir de 1888, un premier projet a été présenté, à l'initiative de la commune de Caiazzo, puis celui de la commune de Marano di Napoli et d'autres pour réaliser la voie ferrée entre Naples et Piedimonte d'Alife. C'est le 27 mars 1900 qu'une concession a été accordée.
La ligne ferroviaire a été construite sur le principe de voie étroite selon la norme italienne, à 950 mm. Elle est inaugurée et mise en service le 30 mars 1913 sur le tronçon Naples Piazza Carlo III-Santa Maria Capua Vetere-Bifurcation-Capua baptisée tronçon du bas. Cette première partie de la ligne de 43 kilomètres, a été électrifié dès l'origine en courant alternatif monophasé 11 kV 25 Hz. Le 31 décembre 1913, la seconde bifurcation de 16 km en direction de Caiazzo a été mise en service, et le 5 octobre 1914, le dernier tronçon Caiazzo-Piedimonte Matese de 23 km, baptisé tronçon du haut, a aussi été mis en service.
Alors que la partie basse a toujours été électrifiée, la partie haute, mise en service deux ans plus tard, nécessitera l'utilisation de locomotives à vapeur.
Le 14 avril 1923, les instances annulent les concessions accordées aux deux compagnies et confient la gestion à une compagnie publique.
La seconde guerre mondiale laissera la ligne, haute et basse, dans un état catastrophique du fait des actions de destruction des ouvrages d'art par les troupes de la Wehrmacht battant en retraite et les bombardements américains. Seule la ligne "Alifana basse" a été remise en état rapidement entre Santa Maria Capua Vetere et Sant'Andrea dei Lagni.
La ligne "Alifana haute" a nécessité de gros travaux et le premier tronçon n'a été rouvert que le 1er octobre 1952. Le reste de la ligne a été entièrement remis en service le 5 avril 1963 mais avec des caractéristiques très différentes car elle a été entièrement reconstruite avec l'écartement standard UIC, la révision du tracé en supprimant les courbes serrées et les pentes trop fortes. Elle a été raccourcie de 2 km. Les premières rames étaient équipées de moteurs diesel. C'est à partir de cette date que les deux parties de la ligne sont devenues très indépendantes.
Avec l'augmentation spectaculaire du trafic voyageurs sur cette ligne, il est décidé de moderniser à nouveau cette ligne en la portant à deux voies sur toute sa longueur et en l'aménageant sous forme de métro interurbain afin de mieux cadencer les rames. Le fonctionnement est suspendu le 20 février 1976 et remplacé par des navettes d'autobus. La ligne n'a été remise en service qu'en 2005.
En 1978, la concession de la ligne "Alifana haute" passe à la compagnie publique T.P.N. - Tranvie Provinciali Napoletane, renommée plus tard C.T.P. - Consorzio Trasporti Pubblici, concessionnaire public de nombreuses lignes d'autobus sur les secteurs de Naples et Caserte. Le 16 juin 1986, la concession est annulée et passe sous gestion publique directe jusqu'en 2005 quand celle-ci est confiée à la toute nouvelle compagnie publique MCNE - MetroCampania NordEst.

### Horaires
La fréquence est de 1 train toutes les heures, en moyenne, entre 4.30 et 21.00 heures, tous les jours.
Depuis le 16 mars 2020, en raison des mesures de confinement prises par le gouvernement italien, le trafic a été très réduit. Seuls deux trains circulent le matin à 5.20 et 6.30 dans chaque sens et deux en fin de journée à 15.00 et 16.00 heures en direction de Naples et 17.30 et 19.00 de Naples vers Santa Maria Capua Vetere, avec un nombre de passagers très limité pour respecter les distances de sécurité.
La Ferrovia Alifana haute, longue de 41 km au gabarit réduit norme italienne de 950 mm, dessert 11 gares intermédiaires.

### Matériel ferroviaire
Sur la ligne "Alifana basse", Naples - S.M. Capua V., électrifiée dès sa construction, 5 automotrices Breda avec remorques ont été utilisées à l'origine. 4 compositions supplémentaires ont été achetées quelques années plus tard. Ces matériels ont été utilisés jusqu'à la fermeture de la ligne en 1976.
À partir de 2005, sur la nouvelle ligne "Alifana basse" transformée en métro interurbain, sur la ligne 1 du métro de Naples, ce sont des rames provenant du métro de Rome.
Sur la ligne "Alifana haute", mise en service en 1913, les trains étaient tirés par des locomotives à vapeur. En 1944, une locomotive supplémentaire C.M.S. FS R.301.
En 1963, avec la mise en service de la nouvelle ligne "Alifana haute", la traction vapeur a été remplacée par 5 autorails diesel Breda ALn 880.
Après le changement de concessionnaire en 1978, T.P.N. a voulu utiliser des autorails allemands WLE qui n'ont jamais pu assurer les trajets sans être remorqués. Ils ont été radiés en moins d'un trimestre et remplacés par 3 autorails Breda ALn 556. En 1981, 5 autorails Fiat ALn 668 ont été achetés.
En 1988, une partie des autorails avec remorques ALn 880 est remplacée par des Fiat ALn 663.
Actuellement, le parc matériel comprend les autorails diesel ALn 880, ALn 773 (1re & 2e série), ALn 668.1400 (1re & 2e série), ALn 668.3000 et ALn 663.1000.

## Ferrovia Caudina
La ligne ferroviaire Benevento-Cancello, plus connue sous l'appellation Ferrovia della Valle Caudina ou simplement Ferrovia Caudina, est d'une ligne publique régionale gérée par la compagnie publique napolitaine EAV pour le compte de la Région Campanie. Elle se développe sur 49 km et dessert 10 gares intermédiaires. Les rames partent toutes de la gare de Naples Centrale et roulent jusqu'à Cancello sur les voies du réseau national RFI des FS, ligne principale entre Naples et Caserte.

### Histoire
Le premier projet de construction d'une voie ferrée entre Naples et Benevento à travers la vallée Caudine remonte à 1845. À l'époque, la commune de Benevento faisant partie des États pontificaux, le projet n'obtint pas l'accord du Vatican. Benevento était reliée à Caserte par une ligne ferroviaire de la Società Italiana per le Strade Ferrate Meridionali. Les travaux de construction de la ligne ferroviaire débutèrent en 1907 par la "Società Anonima Strade Ferrate Sovvenzionate - S.F.S., filiale de la société L'Ausiliare de Milan.

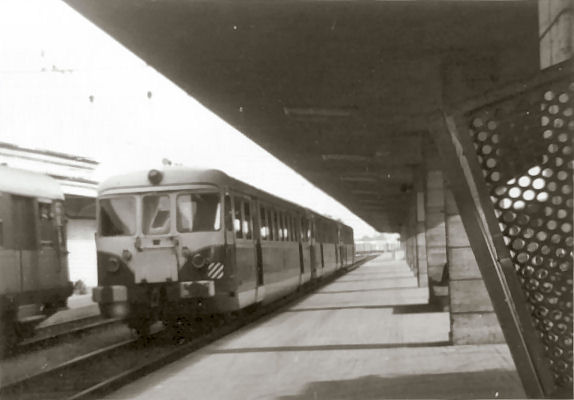
Rame Tecnomasio/Stanga de la Ferrovia della Valle Caudina en gare de Naples Centrale le 30 avril 1971

La compagnie S.F.S. contrôlait également plusieurs concessionnaires ferroviaires F.M.F. - Ferrovia Massa Marittima-Follonica, F.P.C. - Società Anonima Ferrovia Poggibonsi-Colle val d'Elsa et S.I.A. - Ferrovia L'Aquila-Capitignano.

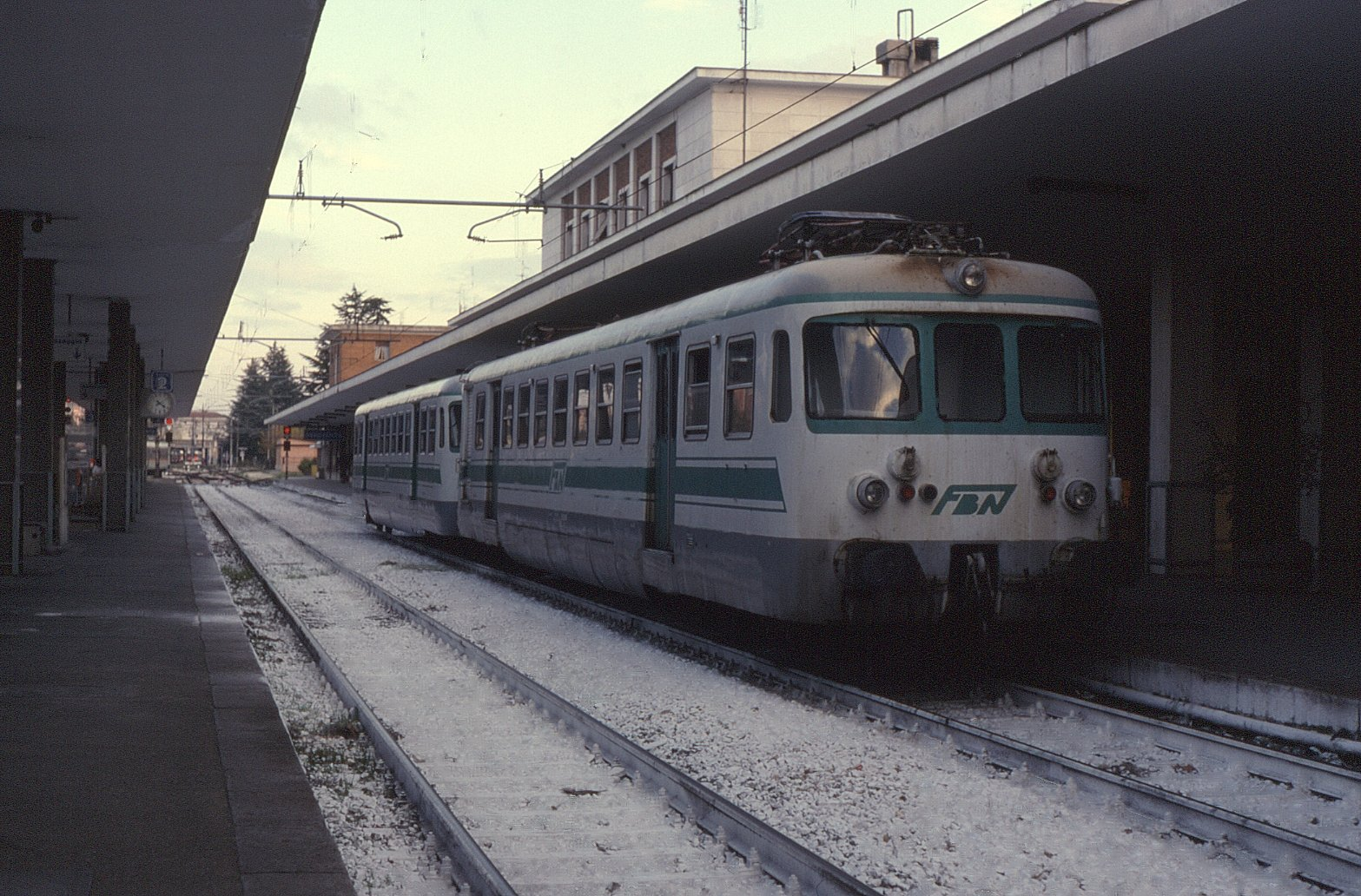
Rame FBN E.502 - Ferrovia Benevento-Napoli en gare de Benevento

En 1910, la ligne est prolongée vers le sud entre Cancello et San Martino Valle Caudina, et en 1911 jusqu'à San Vito Cretazzo. Le dernier tronçon pour rejoindre la gare FS de Benevento est inauguré le 10 juillet 1913 avec trois énormes ouvrages d'art, deux ponts sur les fleuves Calore Irpino et Sabato et un tunnel.
La voie ferrée sera quasiment entièrement détruite à la fin de la seconde guerre mondiale par les troupes nazies de la Wehrmacht qui battaient en retraite. La ligne est reconstruite à partir de 1947 et électrifiée sous 3 kV CC en 1955.
À partir de 1971, le ligne est intégré dans le réseau national et le concessionnaire privé est remplacé par une entreprise publique qui sera intégrée dans la compagnie MetroCampania NordEst.

### Matériel ferroviaire
Si à l'origine, les trains étaient tous tirés par des locomotives à vapeur, ces trains ont été remplacés dès 1936 par 4 autorails diesel Stanga. Après la reprise de l'activité après la reconstruction de la ligne, en 1947, 2 autorails Fiat ALn 556 et 5 Breda ALn 56, rachetés d'occasion aux FS ont assuré les liaisons.
Avec l'électrification de la ligne, en 1955, les matériels sont des rames CEMSA E.500 électriques complétées, en 1966 par 2 rames SIFT Macd.50. En 1988, des rames Automotrice FS ALe 600 viennent compléter le parc. C'est à cette époque que la décision fut prise de considérer cette liaison comme une ligne de grande banlieue, en utilisant les matériels adéquats.
En 2012, le parc était composé de :
- 3 rames OMS de 1959, ALe 125.500
- 6 rames Firema ALe 126.500

En 2019, le parc comprenait :
- 4 rames Firema ALe 126.500
- 9 rames Firema ETR.243 Alfa 2

### Ligne Arcobaleno

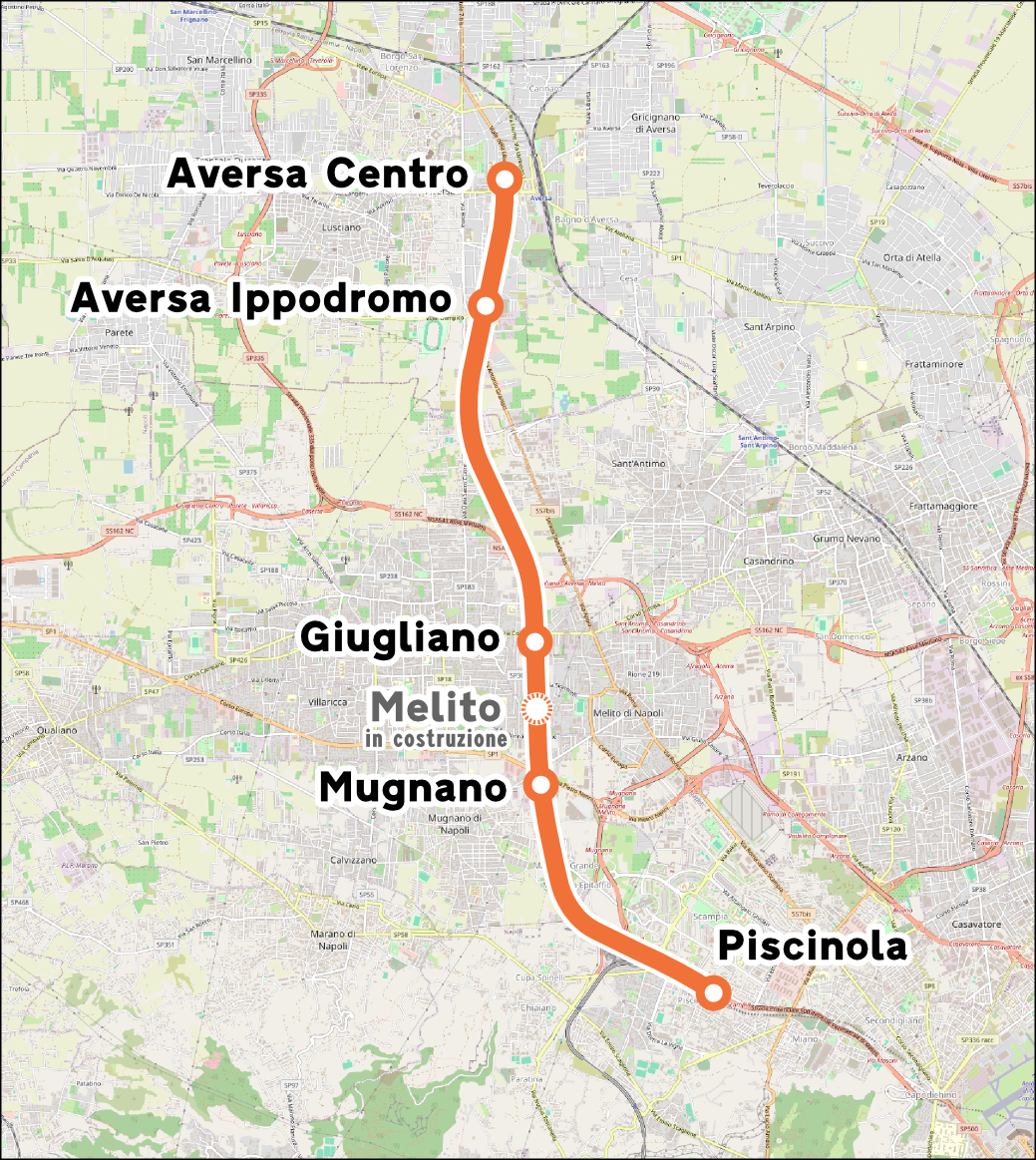
Plan de la ligne Arcobaleno

La ligne Naples–Giugliano–Aversa, plus connue sous le nom Linea Arcobaleno à cause des couleurs de ses gares, est une ligne de métro gérée par la compagnie publique napolitaine E.A.V.. Elle fait partie du Système métropolitain régional de la Campanie, constitue la conversion en Métro de la ligne Alifana basse, une voie ferrée à voie étroite (norme italienne de 950 mm abandonnée en 1976 et rouverte en 2005.
Avec son tracé suburbain totalement souterrain, c'est la première ligne de métro inter provinces construite en Italie, qui relie Naples, capitale de la Région Campanie avec les villes situées au nord dans la Province de Caserte.

## Histoire

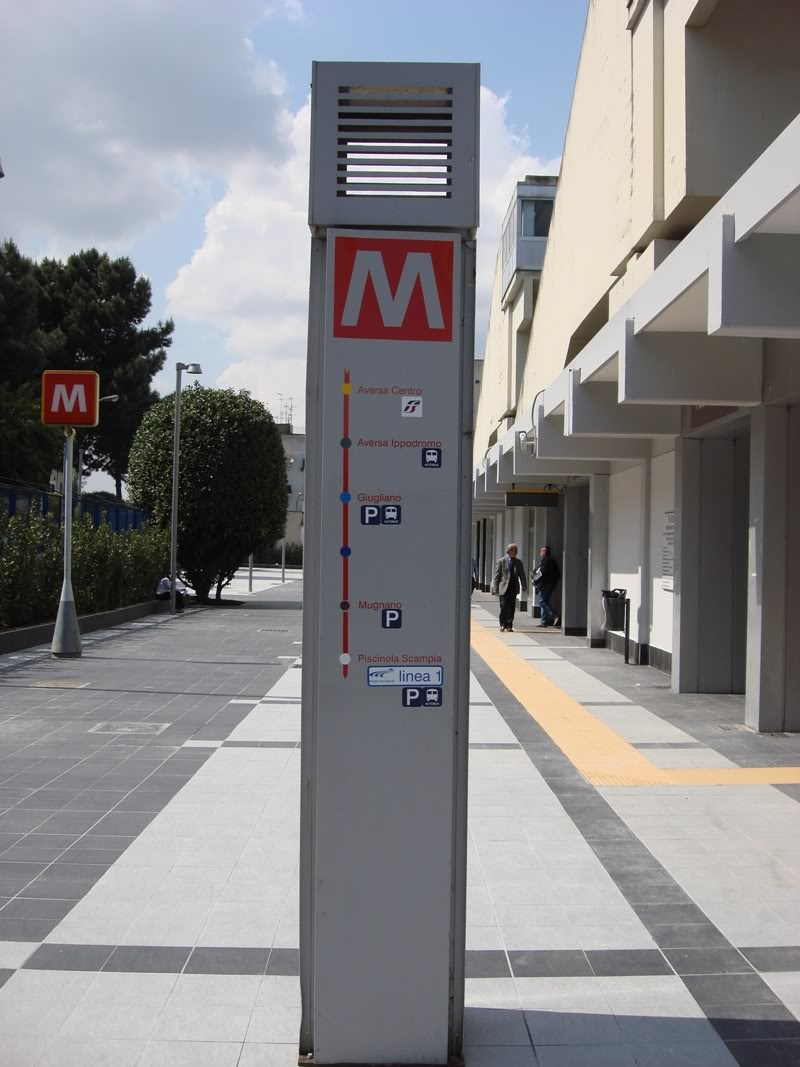
Borne d'accès à la station de métro devant la gare de Piscinola

La loi no 86 du 16 mars 1976 a débloqué le financement pour la reconstruction de la Ferrovia Alifana fermée la même année. Des obstacles ont retardé le début des travaux, notamment la présence de 33 immeubles classés qui auraient pu subir de gros dommages avec les travaux du premier projet.
En 2000, une convention est signée avec les FS pour que cette nouvelle ligne utilise les voies de la ligne FS entre Naples Piscinola et Aéroport de Naples-Capodichino soit utilisée également par la Ligne 1 du Métro de Naples.
En décembre 2001, les travaux de construction de la nouvelle ligne redémarrent. Le projet définitif est approuvé le 8 novembre 2002 par le Ministère des Infrastructures et des Transports. En 2004, le dernier des 3 immeubles situés sur la nouvelle ligne est démoli et le premier tronçon entre Piscinola et Mugnano est inauguré le 16 juillet 2005. En 2009, trois nouvelle stations sont ouvertes au public : Giugliano, Aversa Hippodrome et Aversa Centre. La ligne est complète avec ses 10 stations intermédiaires, sur 10 km.
À partir du 22 avril 2017, les travaux d'extension de la ligne Piscinola-Capodichino et la station de Melito ont repris, financés par la Région Campanie, et doivent être terminés en 2020.

### Matériel roulant
Lors de la réouverture, en 2005, les matériels utilisés sur la ligne étaient les mêmes que ceux employés sur la ligne 1 du métro urbain, des rames Ansaldo. Ensuite, 12 rames MA 100 rachetées au Métro de Rome utilisées sur la ligne A, ont été mises en service.

### Horaires
La fréquence sur cette ligne est de 1 rame toutes les 15 minutes entre 6.00 et 21.30 heures.
Depuis le 16 mars 2020, en raison des mesures de confinement prises par le gouvernement italien, le trafic a été réduit de trois quarts. Un train sur deux circule uniquement entre 6.00 et 10.00 heures et entre 15.00 et 19.00 heures avec un nombre de passagers très limité pour respecter les distances de sécurité.